# Луїджі Де Агостіні
Луїджі Де Агостіні (італ. Luigi De Agostini, * 7 квітня 1961, Удіне) — колишній італійський футболіст, захисник.
Насамперед відомий виступами за клуб «Ювентус», а також національну збірну Італії.
Володар Кубка Італії. Володар Кубка УЄФА. Володар Кубка Мітропи.

## Клубна кар'єра
Вихованець футбольної школи клубу «Удінезе». Дорослу футбольну кар'єру розпочав 1978 року в основній команді того ж клубу, в якій провів три сезони, взявши участь лише у 7 матчах чемпіонату.  За цей час виборов титул володаря Кубка Мітропи.
Згодом з 1981 по 1987 рік грав у складі команд клубів «Тренто», «Катандзаро», «Удінезе» та «Верона».
Своєю грою за останню команду привернув увагу представників тренерського штабу клубу «Ювентус», до складу якого приєднався 1987 року. Відіграв за «стару синьйору» наступні п'ять сезонів своєї ігрової кар'єри. Більшість часу, проведеного у складі «Ювентуса», був основним гравцем захисту команди. За цей час додав до переліку своїх трофеїв титул володаря Кубка Італії, ставав володарем Кубка УЄФА.
Протягом 1992—1993 років захищав кольори команди клубу «Інтернаціонале».
Завершив професійну ігрову кар'єру у клубі «Реджяна», за команду якого виступав протягом 1993—1995 років.

## Виступи за збірну
1987 року дебютував в офіційних матчах у складі національної збірної Італії. Протягом кар'єри у національній команді, яка тривала 5 років, провів у формі головної команди країни 36 матчів, забивши 4 голи. У складі збірної був учасником чемпіонату Європи 1988 року у ФРН, на якому команда здобула бронзові нагороди, домашнього чемпіонату світу 1990 року, де італійці також фінішували третіми.
| Дата       | Місто              | Господарі         | Результат             | Гості          | Турнір                    | Голи | Примітки                   |
| ---------- | ------------------ | ----------------- | --------------------- | -------------- | ------------------------- | ---- | -------------------------- |
| 28/05/1987 | Осло               | Норвегія          | 0 – 0                 | Італія         | товариський матч          | -    | вийшов на 46'              |
| 03/06/1987 | Стокгольм          | Швеція            | 1 – 0                 | Італія         | Відбір до ЧЄ 1988         | -    | вийшов на 46'              |
| 10/06/1987 | Цюрих              | Італія            | 3 – 1                 | Аргентина      | товариський матч          | -    |                            |
| 23/09/1987 | Піза               | Італія            | 1 – 0                 | Югославія      | товариський матч          | -    | вийшов на 46'              |
| 14/11/1987 | Неаполь            | Італія            | 2 – 1                 | Швеція         | Відбір до ЧЄ 1988         | -    | вийшов на 26'              |
| 05/12/1987 | Мілан              | Італія            | 3 – 0                 | Португалія     | Відбір до ЧЄ 1988         | 1    | вийшов на 61'              |
| 20/02/1988 | Барі               | Італія            | 4 – 1                 | СРСР           | товариський матч          | -    |                            |
| 31/03/1988 | Спліт              | Югославія         | 1 – 1                 | Італія         | товариський матч          | -    | замінений на 74'           |
| 27/04/1988 | Люксембург         | Люксембург        | 0 – 3                 | Італія         | товариський матч          | 1    |                            |
| 04/06/1988 | Брешія             | Італія            | 0 – 1                 | Уельс          | товариський матч          | -    | вийшов на 57'              |
| 10/06/1988 | Дюссельдорф        | ФРН               | 1 – 1                 | Італія         | ЧЄ 1988 - 1-й етап        | -    | вийшов на 86'              |
| 14/06/1988 | Франкфурт-на-Майні | Італія            | 1 – 0                 | Іспанія        | ЧЄ 1988 - 1-й етап        | -    | вийшов на 89'              |
| 17/06/1988 | Кельн              | Італія            | 2 – 0                 | Данія          | ЧЄ 1988 - 1-й етап        | 1    | вийшов на 85'              |
| 22/06/1988 | Штутгарт           | СРСР              | 2 – 0                 | Італія         | ЧЄ 1988 - півфінал        | -    | вийшов на 64'              |
| 19/10/1988 | Пескара            | Італія            | 2 – 1                 | Норвегія       | товариський матч          | -    | вийшов на 35'              |
| 16/11/1988 | Рим                | Італія            | 1 – 0                 | Нідерланди     | товариський матч          | -    | замінений на 81'           |
| 25/03/1989 | Відень             | Австрія           | 0 – 1                 | Італія         | товариський матч          | -    | вийшов на 46'              |
| 22/04/1989 | Верона             | Італія            | 1 – 1                 | Уругвай        | товариський матч          | -    |                            |
| 20/09/1989 | Чезена             | Італія            | 4 – 0                 | Болгарія       | товариський матч          | -    | вийшов на 61'              |
| 14/10/1989 | Болонья            | Італія            | 0 – 1                 | Бразилія       | товариський матч          | -    |                            |
| 11/11/1989 | Віченца            | Італія            | 1 – 0                 | Алжир          | товариський матч          | -    |                            |
| 21/12/1989 | Кальярі            | Італія            | 0 – 0                 | Аргентина      | товариський матч          | -    | вийшов на 46'              |
| 21/02/1990 | Роттердам          | Нідерланди        | 0 – 0                 | Італія         | товариський матч          | -    | вийшов на 68'              |
| 31/03/1990 | Базель             | Швейцарія         | 0 – 1                 | Італія         | товариський матч          | 1    | вийшов на 46'              |
| 09/06/1990 | Рим                | Італія            | 1 – 0                 | Австрія        | ЧС 1990 - 1-й етап        | -    | вийшов на 46'              |
| 19/06/1990 | Рим                | Італія            | 2 – 0                 | Чехословаччина | ЧС 1990 - 1-й етап        | -    | вийшов на 51'              |
| 25/06/1990 | Рим                | Італія            | 2 – 0                 | Уругвай        | ЧС 1990 - 1/8 фіналу      | -    |                            |
| 30/06/1990 | Рим                | Італія            | 1 – 0                 | Ірландія       | ЧС 1990 - чвертьфінал     | -    |                            |
| 03/07/1990 | Неаполь            | Аргентина         | 1 – 1 д.ч. (4-3 п.п.) | Італія         | ЧС 1990 - півфінал        | -    |                            |
| 07/07/1990 | Барі               | Італія            | 2 – 1                 | Англія         | ЧС 1990 - матч за 3 місце | -    | замінений на 64' 3-є місце |
| 26/09/1990 | Палермо            | Італія            | 1 – 0                 | Нідерланди     | товариський матч          | -    |                            |
| 17/10/1990 | Будапешт           | Угорщина          | 1 – 1                 | Італія         | Відбір до ЧЄ 1992         | -    |                            |
| 03/11/1990 | Рим                | Італія            | 0 – 0                 | СРСР           | Відбір до ЧЄ 1992         | -    |                            |
| 13/02/1991 | Терні              | Італія            | 0 – 0                 | Бельгія        | товариський матч          | -    |                            |
| 16/06/1991 | Стокгольм          | Італія            | 3 – 2                 | СРСР           | Scania Cup                | -    | вийшов на 46'              |
| 25/09/1991 | Софія (місто)      | Болгарія          | 2 – 1                 | Італія         | товариський матч          | -    | вийшов на 57'              |
| Усього     |                    | Матчів (70 місце) | 36                    |                | Голів                     | 4    |                            |

## Титули і досягнення
- Володар Кубка Італії (1):

«Ювентус»:  1989–90
- Володар Кубка УЄФА (1):

«Ювентус»:  1989–90
- Володар Кубка Мітропи (1):

«Удінезе»:  1979–80
- Бронзовий призер чемпіонату світу: 1990